# Histoire de la Bibliothèque nationale de France

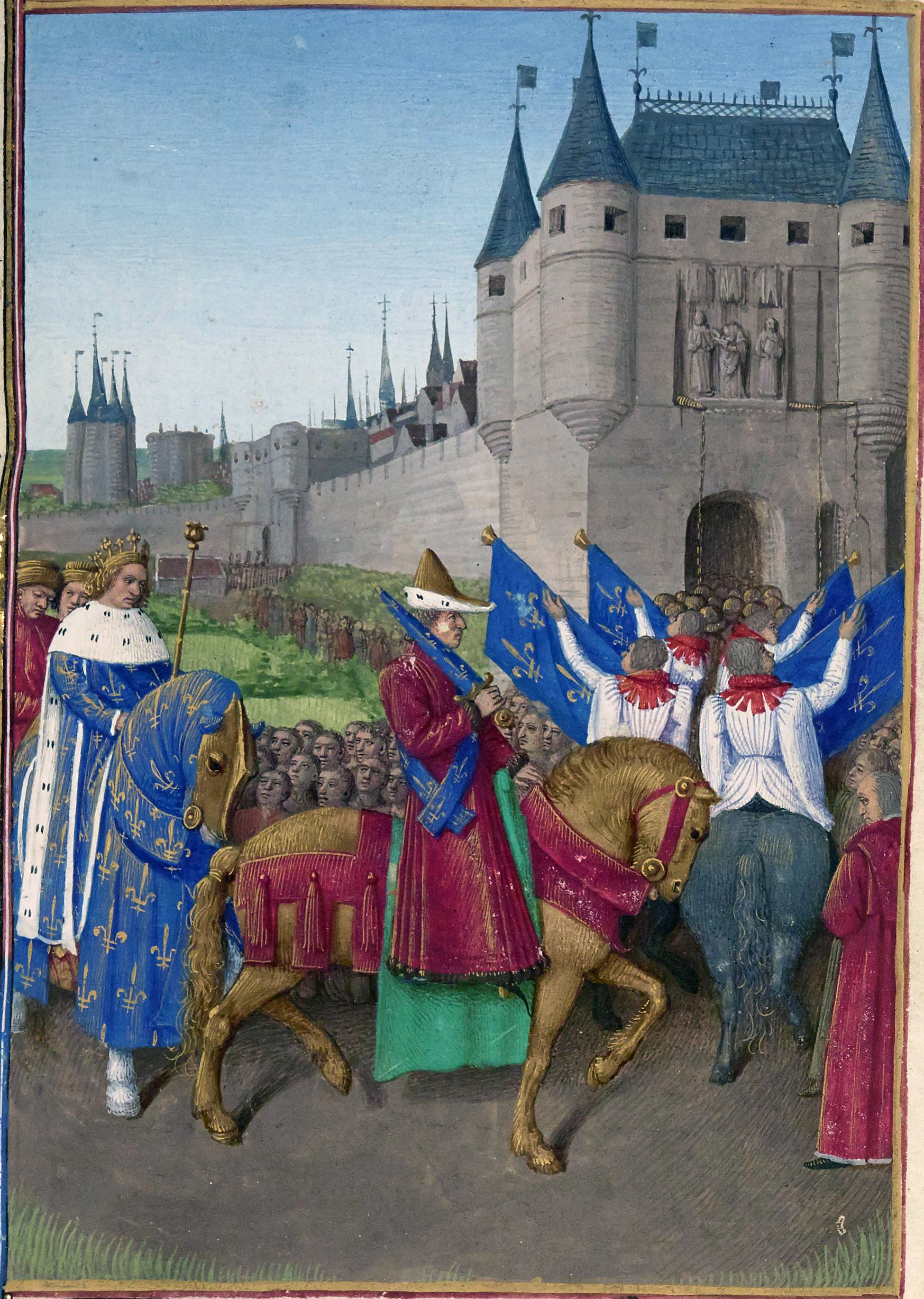
Entrée de Charles V à Paris Grandes Chroniques de France, enluminées par Jean Fouquet, vers 1455-1460. BnF, département des Manuscrits, Fr. 6465, fol. 417.

La Bibliothèque nationale de France (BnF), héritière lointaine de la librairie de Charles V, a connu une histoire riche et parfois mouvementée. Appelée librairie puis bibliothèque du roi sous l'Ancien Régime, elle devient bibliothèque de la Nation en 1790, avant d'être qualifiée, au fil des changements de régime, bibliothèque impériale puis royale puis nationale en 1849, à nouveau impériale et définitivement nationale en 1871. Son histoire, marquée par les évolutions techniques aussi bien que par les décisions politiques et les circonstances extérieures, peut se diviser en trois grandes périodes, dont la dernière, nettement plus courte, se traduit par de très importants changements.

## La bibliothèque du roi sous l'Ancien Régime

### De Charles V à Louis XIV
La Bibliothèque nationale de France tire son origine, d'après la tradition, de la librairie du roi, constituée, d'abord au palais de la Cité puis au Louvre, dans la tour de la Fauconnerie, par Charles V : le roi suscite des traductions, nomme Gilles Mallet comme garde et fait réaliser un inventaire. Cette bibliothèque est composée en 1380 de près de 900 manuscrits reliés et 1 200 à sa mort, chiffre exceptionnel car la bibliothèque universitaire de la Sorbonne créée un siècle plus tôt en compte 1 720 en 1340. Toutefois, cette bibliothèque royale sera dispersée après la mort du roi Charles VI. Il reste 69 volumes de cet inventaire originel, conservés dans les fonds de la Bibliothèque nationale, 51 autres sont identifiés et actuellement conservés ailleurs.
C'est à partir de Louis XI qu'une nouvelle bibliothèque est constituée et (plus important pour la continuité de l'établissement) se transmet de roi en roi, d'abord à Charles VIII, qui y fait entrer les premiers ouvrages imprimés, puis à Louis XII. Cette bibliothèque est installée à Amboise, puis à Blois. Elle s'enrichit entre autres des collections de Louis de Bruges et de Charles Ier d'Orléans, mais aussi, dans le cadre des guerres d'Italie, d'une partie de celles des rois d'Aragon, rapportée de Naples, puis de manuscrits de la bibliothèque milanaise des Visconti et des Sforza, et est considérée en son temps comme la première d'Europe. Cet ensemble remarquable de manuscrits et de livres imprimés modifie le profil général de la bibliothèque royale en l'ouvrant à la modernité de l'humanisme italien.
Comme François Ier installe sa propre bibliothèque à Fontainebleau, il existe un temps deux bibliothèques royales, mais celle de Blois est déménagée à Fontainebleau dès 1544. C'est aussi ce roi qui, en 1537, instaure le dépôt légal qui ne permet en réalité d'enrichir la bibliothèque que bien plus tard. Guillaume Budé, nommé maître de la Librairie, fut chargé de la bibliothèque royale de Fontainebleau. François Ier constitue à grand frais une collections de manuscrits grecs, affirmant ainsi à la face du monde la grandeur du roi de France, protecteur des arts et des lettres, tout en répondant à l'attente des lettrés de son entourage.
Sous Henri II, près de 800 manuscrits sont reliés et répertoriés. Sous Charles IX, la bibliothèque de Fontainebleau, issue de la fusion avec celle de Blois, est rapatriée à Paris dans le Quartier latin : elle acquiert alors son indépendance géographique par rapport aux résidences des souverains. Pendant les Guerres de religion, une partie du fonds est pillée. Puis, en 1594, Henri IV l'installe un temps au collège de Clermont, avant de la déplacer au couvent des Cordeliers en 1603, où il fait transférer les 780 volumes de la bibliothèque de Catherine de Médicis. Sous Louis XIII, Nicolas Rigault laisse un inventaire prometteur, faisant état de 4 712 références.
La bibliothèque se développe réellement à l’époque de Louis XIV sous l'impulsion de Colbert, époque qui voit de nombreuses nouveautés. Sous l'égide de Pierre de Carcavi, elle est installée rue Vivienne, non loin de l'actuel site Richelieu. Elle intègre alors plusieurs collections d'origine privée, notamment celles de Jacques Dupuy, de Gaston d'Orléans et du comte de Brienne, ainsi que le fonds d'estampes de Michel de Marolles. La bibliothèque s'ouvre en outre à la gravure et à la musique imprimée. Enfin c'est l'époque de la création du classement de Nicolas Clément, qui sera utilisé jusqu'en 1996. Ce dernier laisse l'inventaire d'un fonds de 10 542 références en 1692, année où la bibliothèque ouvre au public.

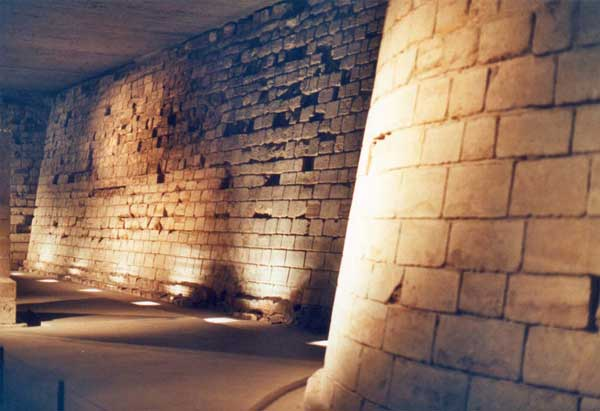
Fondations du Louvre
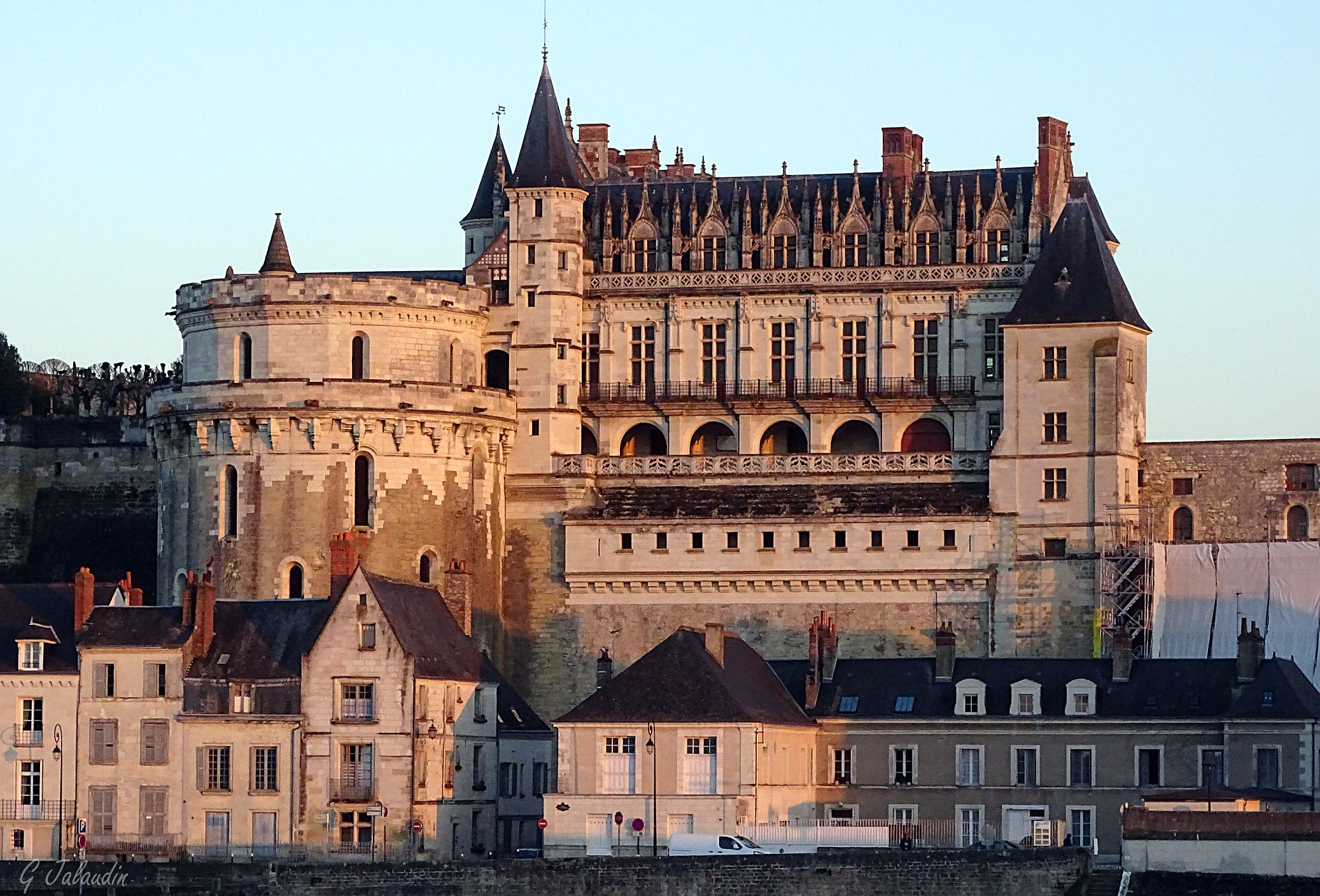
Le château d'Amboise
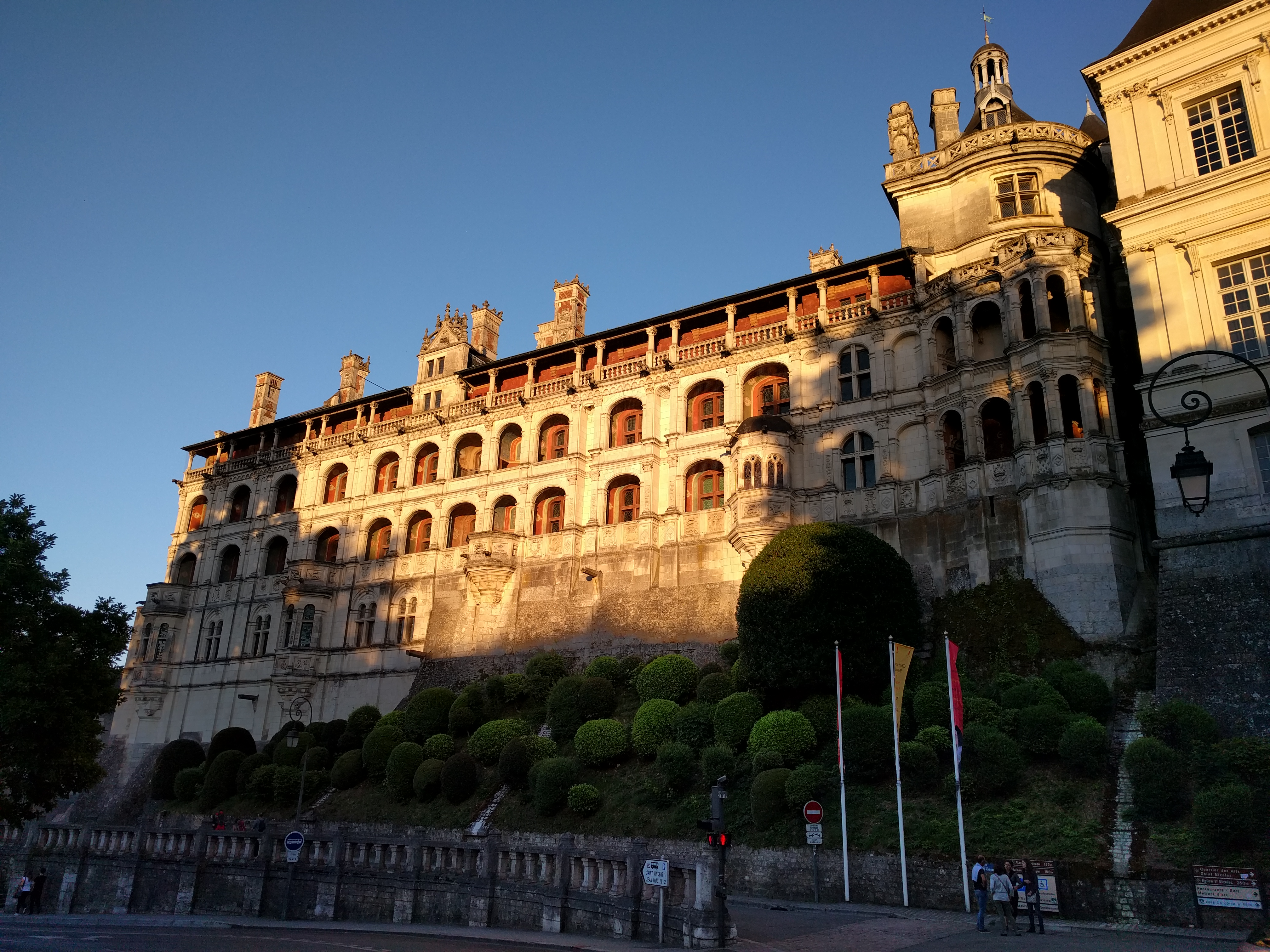
Le château de Blois
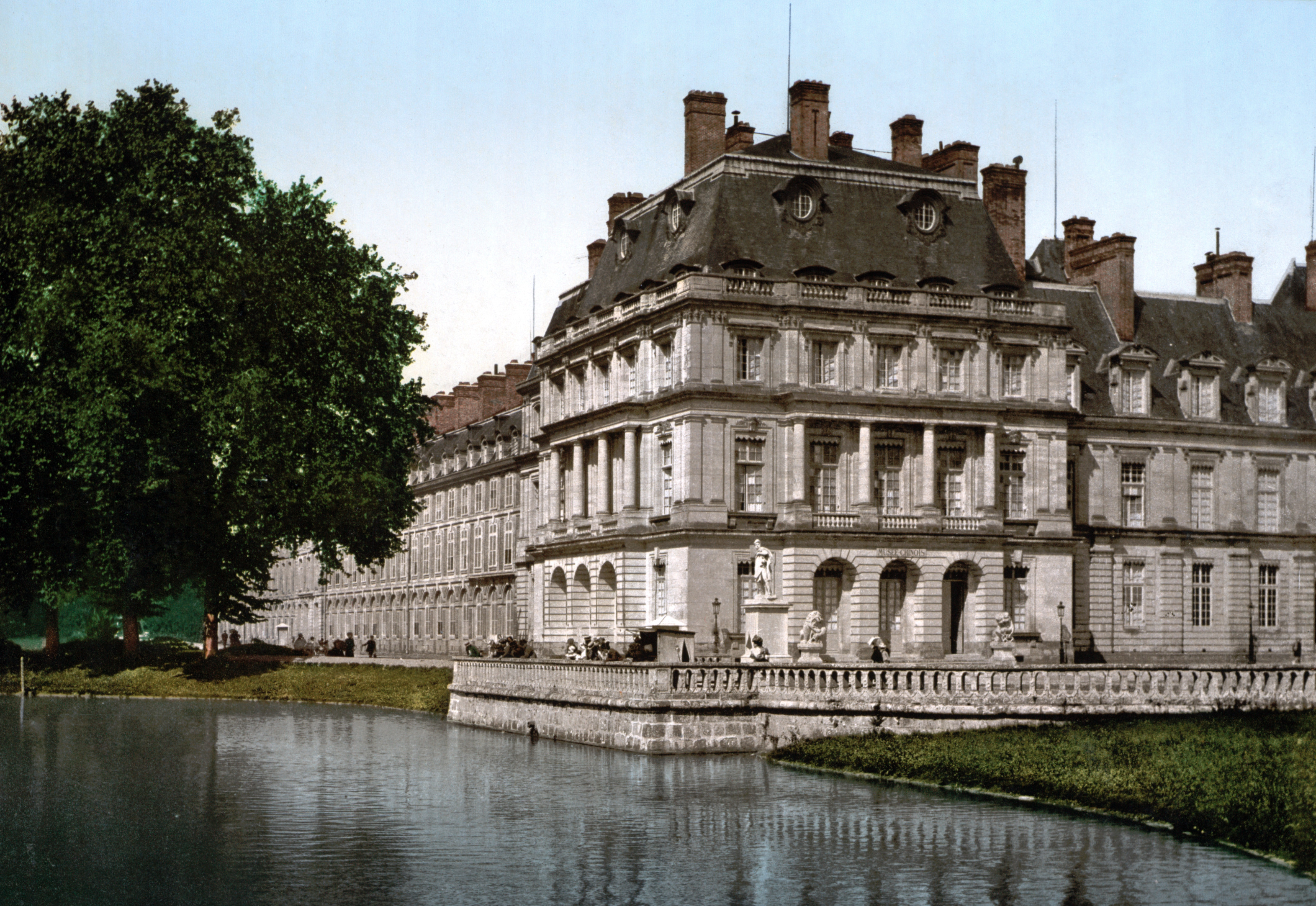
Le château de Fontainebleau
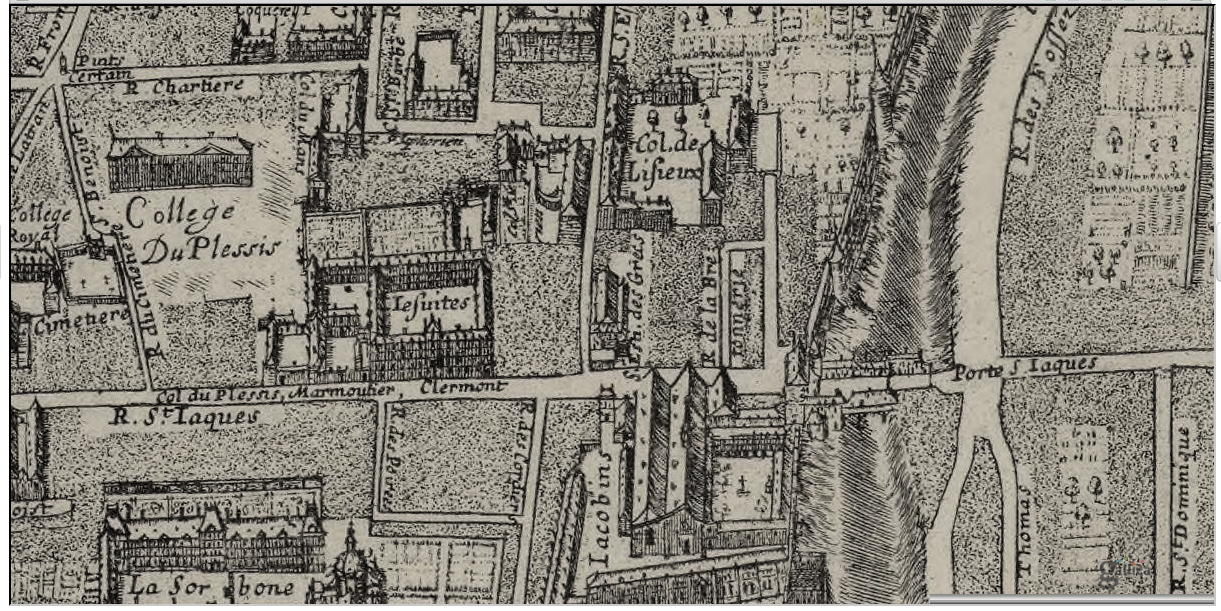
Le collège de Clermont, extrait du plan de Gomboust, 1652
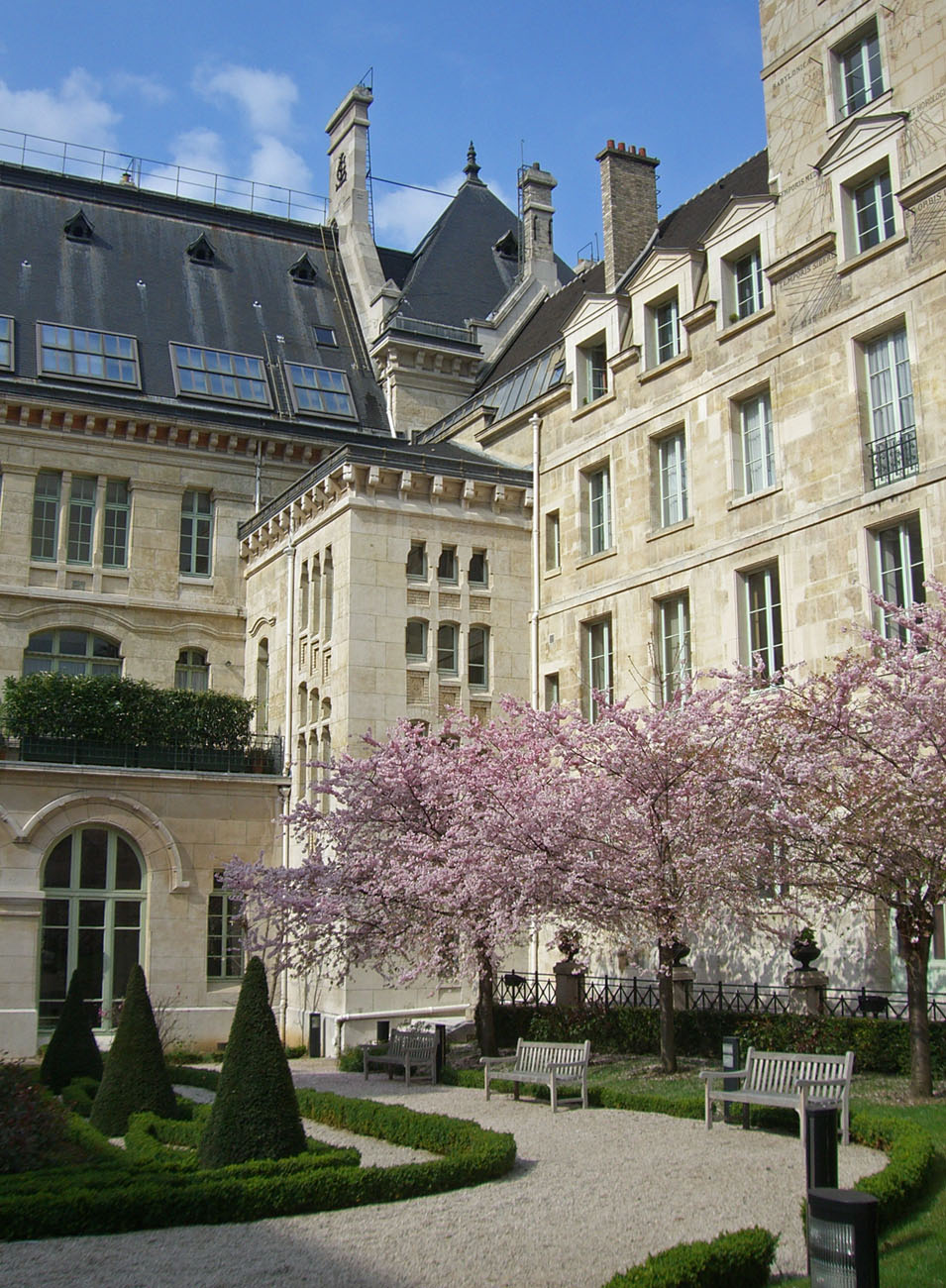
Le collège de Clermont, actuel Lycée Louis-le-Grand
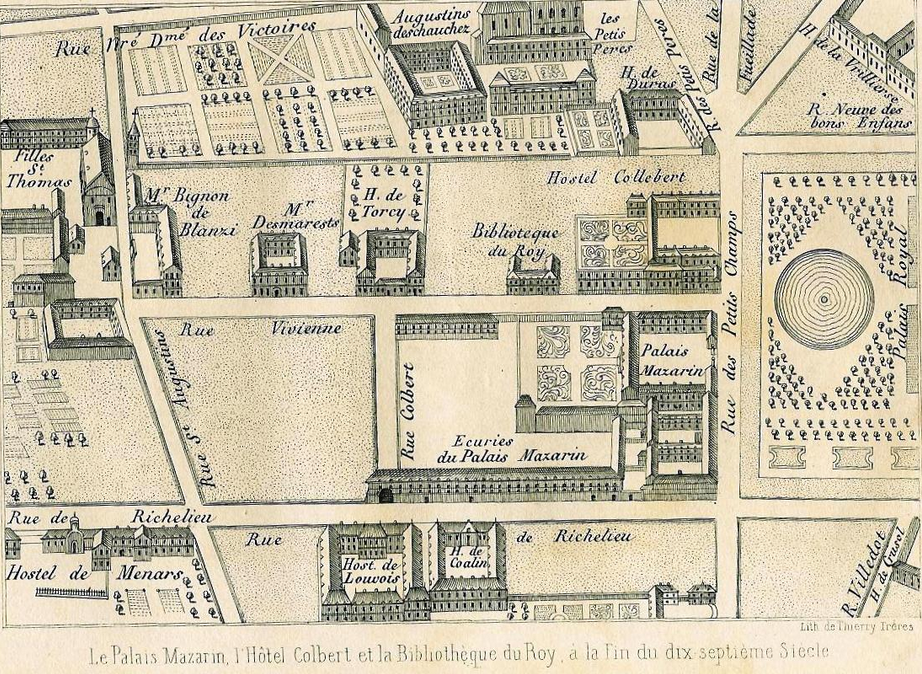
La bibliothèque du Roi au XVIIe siècle, rue Vivienne.

### Sous le siècle des Lumières

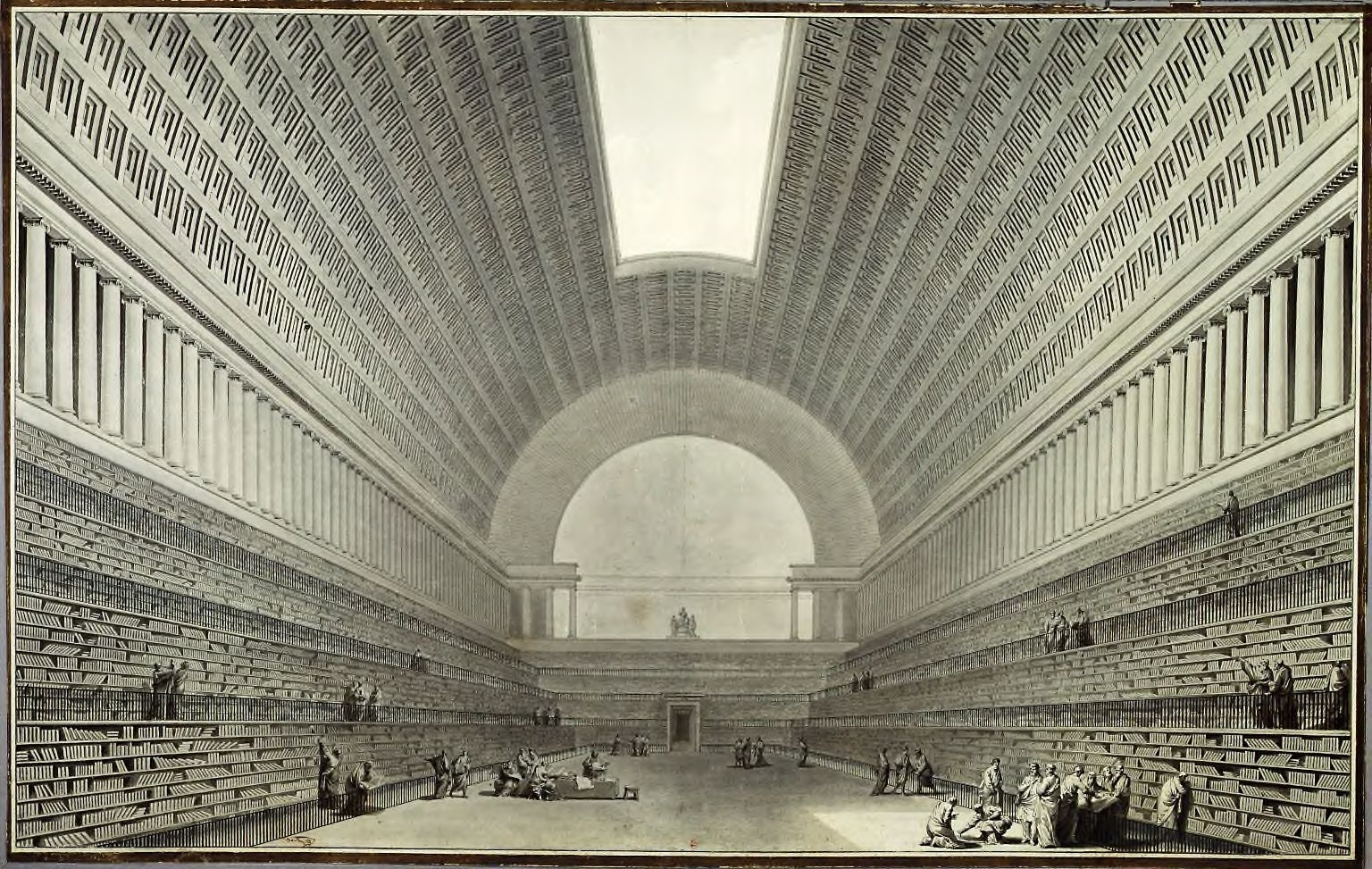
Le projet d'Étienne-Louis Boullée (1785).

Le XVIIIe siècle est important pour la bibliothèque avec la réalisation de catalogues systématiques. C'est à cette époque qu'elle s'installe rue Richelieu dans l'ancien palais de Mazarin, à l'actuel emplacement du site. Cette nouvelle implantation facilite, à partir de 1721, la fréquentation du public et la bibliothèque reçoit les visites assidues de plusieurs des philosophes des Lumières.
À la faveur du déménagement, l'organisation interne est améliorée avec la constitution de cinq départements :  
- département des manuscrits,
- département des imprimés,
- département des titres et généalogies (plus tard intégré aux manuscrits),
- département des planches gravées et recueils d'estampes,
- département des médailles et pierres gravées.

Les enrichissements se poursuivent, tant par un meilleur contrôle du dépôt légal, que par l'intégration de nouvelles collections particulières : bibliothèque de Colbert, collection Baluze, collection musicale de Sébastien de Brossard, mais aussi quantités de manuscrits orientaux.
Sous Louis XVI, devant l'afflux de documents et le manque de place pour accueillir le public, des projets de nouvelles constructions sont avancés, le plus abouti étant celui d'Étienne-Louis Boullée en 1785. L'une des acquisitions les importantes reste celle d'une partie de la bibliothèque du duc de la Vallière, en 1783-1784.

## De la Révolution aux grandes évolutions de la bibliothèque

### La première Bibliothèque de la Nation
La Révolution française cause peu de tort aux collections préexistantes, le vandalisme ayant été très limité à la bibliothèque du Roi. Une partie de l'équipe en place, accusée de trop favoriser le régime déchu, est remerciée, mais ces limogeages n'entraînent pas trop de conséquences néfastes. La bibliothèque souffre un peu de la suppression du dépôt légal en 1790, en une époque où le nombre de livres, de brochures et de journaux augmente fortement ; mais dès 1794 cette obligation est rétablie. La Révolution est plutôt une période d'enrichissements par l'intégration de fonds de provenances diverses : 
- de Paris : la bibliothèque a récupéré une bonne partie de ce qui se trouvait dans les dépôts littéraires de la capitale, intégrant ainsi les collections de nombreuses communautés religieuses (abbaye Saint-Victor) et une partie de celles de l'université (plus de 800 000 pièces en tout) ;
- de la province : si les fonds des dépôts littéraires provinciaux ont été la plupart du temps dévolus aux écoles centrales avant d'être attribuées aux communes, la Bibliothèque de la Nation se réservait les pièces les plus remarquables, qui devaient illustrer les richesses de la France. C'est ainsi que des pièces venues des quatre coins de la France (Chartres, Amiens, Soissons) se sont retrouvés à la BN ;
- de l'étranger : au fur et à mesure des conquêtes révolutionnaires, les troupes françaises s'emparent de collections jugées utiles ou prestigieuses. Une partie en a été rendue aux pays concernés en 1814, mais la Bibliothèque en a gardé d'importants fonds.

### Le premierXIXe

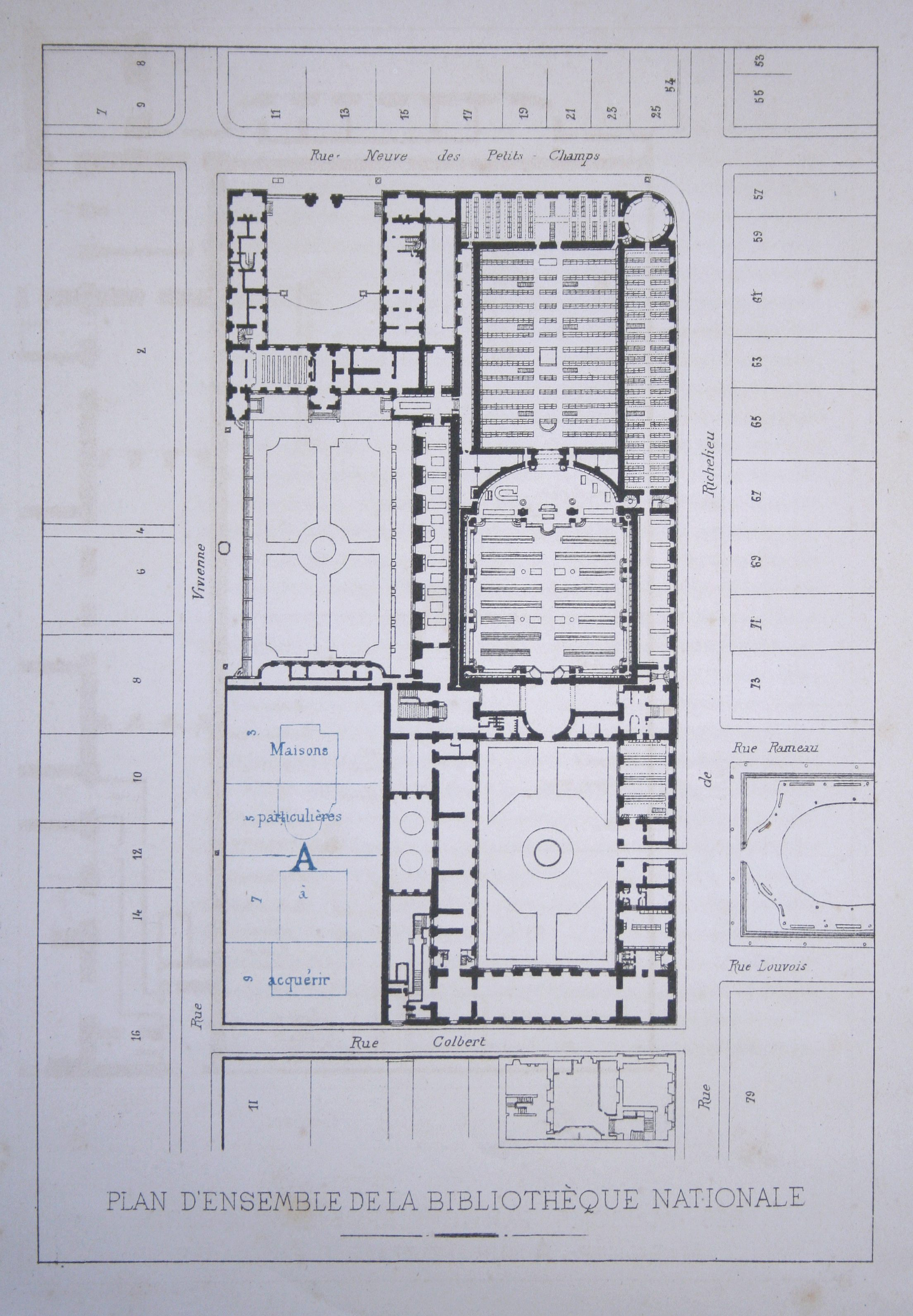
Plan de la Bibliothèque nationale vers 1880

Un projet de transfert au Louvre, proposé en 1802 en liaison avec l'arrêté Chaptal, reste lettre morte. 
Le rôle de Joseph Van Praet, conservateur des imprimés pendant 42 ans au début du XIXe siècle, est important : il manifeste un grand intérêt pour la conservation. C'est à lui que l'on doit la Réserve des livres rares, qui bénéficiera d'un traitement particulier. 
En 1828, Edmé François Jomard obtient la création d'un département des Cartes et plans, installé dans l'hôtel Tubeuf.
L'administration de la bibliothèque connaît plusieurs changements dans la première moitié du XIXe siècle, en raison d'hésitations entre un administrateur unique et un directoire de conservateurs. 
En 1848, le gouvernement tranche en faveur de l'administrateur unique, toutefois, l'établissement connaît encore des difficultés d'organisation qui incitent Napoléon III à nommer une commission de réforme présidée par Mérimée. Les travaux de la commission confirment l'intérêt de l'administrateur unique, dont le pouvoir est néanmoins compensé par l'existence d'un comité consultatif de conservateurs. La nouvelle organisation est entérinée dans le décret du 14 juillet 1858.

### Les grands travaux
L'architecte Louis Visconti, attaché à la Bibliothèque dans la première moitié du XIXe siècle se contente de modifications peu importantes tout en présentant plusieurs projets plus ambitieux dont aucun n'est retenu. En revanche, la Bibliothèque peut accueillir un public plus nombreux dans les bâtiments construits rue Richelieu par Henri Labrouste en 1868. À l'époque, deux salles sont ouvertes, l'une pour les chercheurs, l'autre pour la consultation par un public plus large, préfigurant ainsi la distinction Haut-de-Jardin / Rez-de-Jardin. 
La fin du siècle est marquée par les débuts d'un important programme : la publication du Catalogue général des Imprimés, lancée par Léopold Delisle et qui prendra près d'un siècle, le dernier volume ne paraissant qu'en 1981.
Sous l'administration Delisle (1874-1905), l'architecte Jean-Louis Pascal est nommé responsable d'une nouvelle tranche de travaux, prolongeant ceux de Labrouste : dans le cadre de la future exposition universelle de 1878, il doit transformer la galerie Mazarine conçue par François Mansart en une sorte de musée.
Plusieurs changements interviennent dans l'entre-deux-guerres, notamment l'inauguration du nouveau Cabinet des médailles et l'ouverture de la salle ovale en 1936 destinée à la consultation des périodiques les plus récents. Pour faire face à l'accroissement des collections et pour combattre l'encombrement des magasins, un bâtiment annexe est construit à Versailles. C'est également à cette période que la tenue d'expositions se développe de manière régulière.

### LeXXesiècle

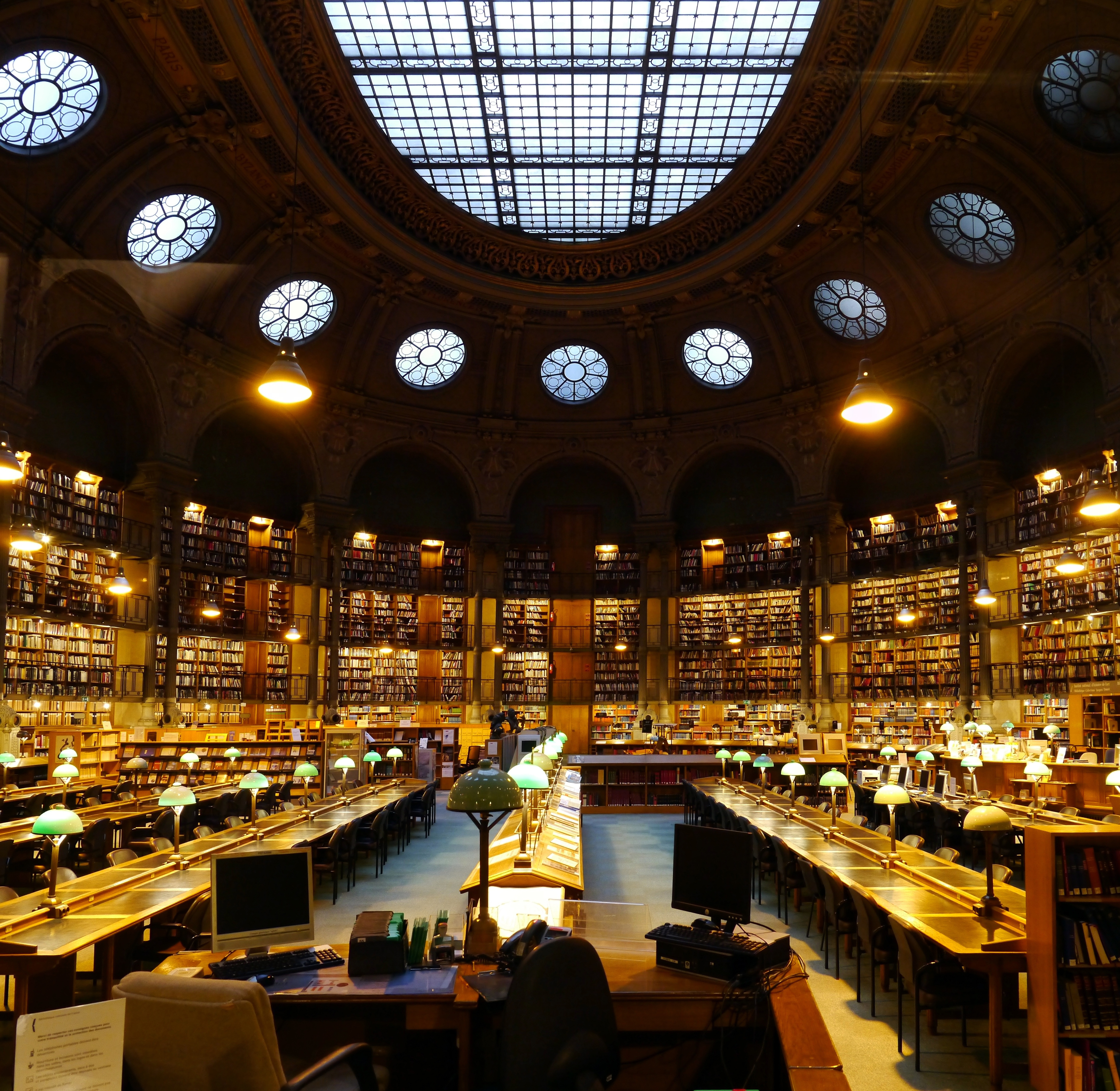
La salle ovale, œuvre de l'architecte Jean-Louis Pascal, achevée par son successeur Alfred Recoura en 1932.

En 1926, la loi de finances du 29 avril fait de la Bibliothèque nationale un établissement public doté d'un conseil d'administration. La même année, en septembre, est créée la Réunion des bibliothèques nationales regroupant la BN et des bibliothèques jusqu'alors indépendantes. La Réunion des bibliothèques nationales connaît plusieurs changements dans sa composition au cours des années qui suivent : la bibliothèque-musée de l'Opéra et la bibliothèque du Conservatoire s'y adjoignent. Certaines des bibliothèques qui ont fait partie de la Réunion se trouvent, lors de sa dissolution en 1977, rattachées à la Bibliothèque nationale (pour le Conservatoire, seul le fonds ancien déménage finalement à la BN).
Pendant la Seconde Guerre mondiale, la BN traverse une période d'austérité, avec le transfert provisoire d'une partie des collections en zone libre, le recours à un personnel temporaire (les chômeurs intellectuels) et la diminution des entrées en raison de la pénurie de papier. La situation difficile n'empêche pas la création de deux départements en 1942 : un département de la Musique est instauré, notamment pour tenir compte de l'intégration d'autres bibliothèques musicales, et le département des Entrées est également créé pour recevoir le dépôt légal  La même année, la Société de géographie dépose la plupart de ses collections, ce qui représente un fort enrichissement pour le département des Cartes et plans.
Entre 1945 et 1951, la BN se composait, outre les départements spécifiques à chaque typologie de documents, de deux unités de services : les services administratifs, non destinés au grand public et qui se spécialisaient en gestion, et les services techniques, qui concernaient les utilisateurs et les lecteurs de la bibliothèque.
Elle comprenait aussi : 
- le service des Cartes de lecteurs ;
- le service photographie qui, après approbation des chefs de départements, était autorisé à effectuer des reproductions de documents destinés à la conservation ;
- le service central de prêts, la bibliothèque n’autorisant que les prêts des doubles des documents imprimés exclusivement aux autres bibliothèques ;
- l’atelier de restauration, situé dans le sous-sol, où l’on retrouvait les restaurateurs qui s’occupaient de la remise en état des documents de la BnF et des bibliothèques publiques ;
- le service de vente de catalogues, où on éditait des travaux de rédaction effectués au sein des départements[13].

Après la guerre, les principaux chantiers sont consacrés à la coopération avec les autres bibliothèques françaises (catalogue collectif des périodiques) et à la conservation, avec le développement du microfilmage.
Le manque de place chronique rend nécessaires différentes extensions : on construit une deuxième annexe à Versailles et un bâtiment rue de Louvois pour la Musique et les collections d'enregistrements, inauguré en 1964. La BN fait également l'acquisition de l'îlot Vivienne en 1975 pour loger certains services.
En 1976, de nouveaux départements sont créés : Arts du spectacle, Publications officielles, Phonothèque nationale.
À la fin des années 1960, les premiers essais d'automatisation, ou informatisation, commencent, en particulier pour les périodiques et le dépôt légal. Ces expériences conduisent à la création de la base BN Opale  en 1987, qui deviendra Opale Plus, puis BnF-Catalogue général. Entre-temps, la tutelle passe de l'Éducation nationale au ministère de la Culture en 1981. En 1987, Francis Beck rédige un rapport destiné à engager des réformes de la bibliothèque.

## La Bibliothèque nationale de France

### La création de la BnF
Le 14 juillet 1988, François Mitterrand annonce  la construction et l'aménagement de l'une ou de la plus grande et la plus moderne bibliothèque du monde...(qui) devra couvrir tous les champs de la connaissance, être à la disposition de tous, utiliser les technologies les plus modernes de transmission de données, pouvoir être consultée à distance et entrer en relation avec d'autres bibliothèques européennes.
Le Président de la République commande alors un rapport à Patrice Cahart et à Michel Melot. Ce rapport Cahart-Melot propose différents sites, y compris en province (Nancy, Lyon, Marseille) et en banlieue (Saint-Denis et Saint-Quentin-en-Yvelines), mais les sites parisiens semblent avoir la préférence, avec Dupleix et celui qui sera finalement choisi, dans le nouveau quartier de Tolbiac (13e arrondissement de Paris), au cœur de la ZAC Rive-Gauche, alors le principal secteur de renouvellement urbain de  la capitale. Les deux auteurs du rapport préconisent également de séparer les fonds d'imprimés selon une césure chronologique, seuls les ouvrages postérieurs à la date de la césure devant rejoindre le nouveau site. Cette proposition a entraîné des discussions parfois animées entre partisans de la césure et opposants à toute coupure.
Dans la lignée de la déclaration présidentielle, le rapport insiste aussi sur la nécessité d'intégrer l'outil informatique, qu'il s'agisse des catalogues ou de la numérisation de documents. Parmi les autres sujets abordés dans le rapport figurent une meilleure gestion du dépôt légal, la nécessité de redéployer les collections laissées dans l'ancien site, et la coopération avec d'autres bibliothèques françaises.

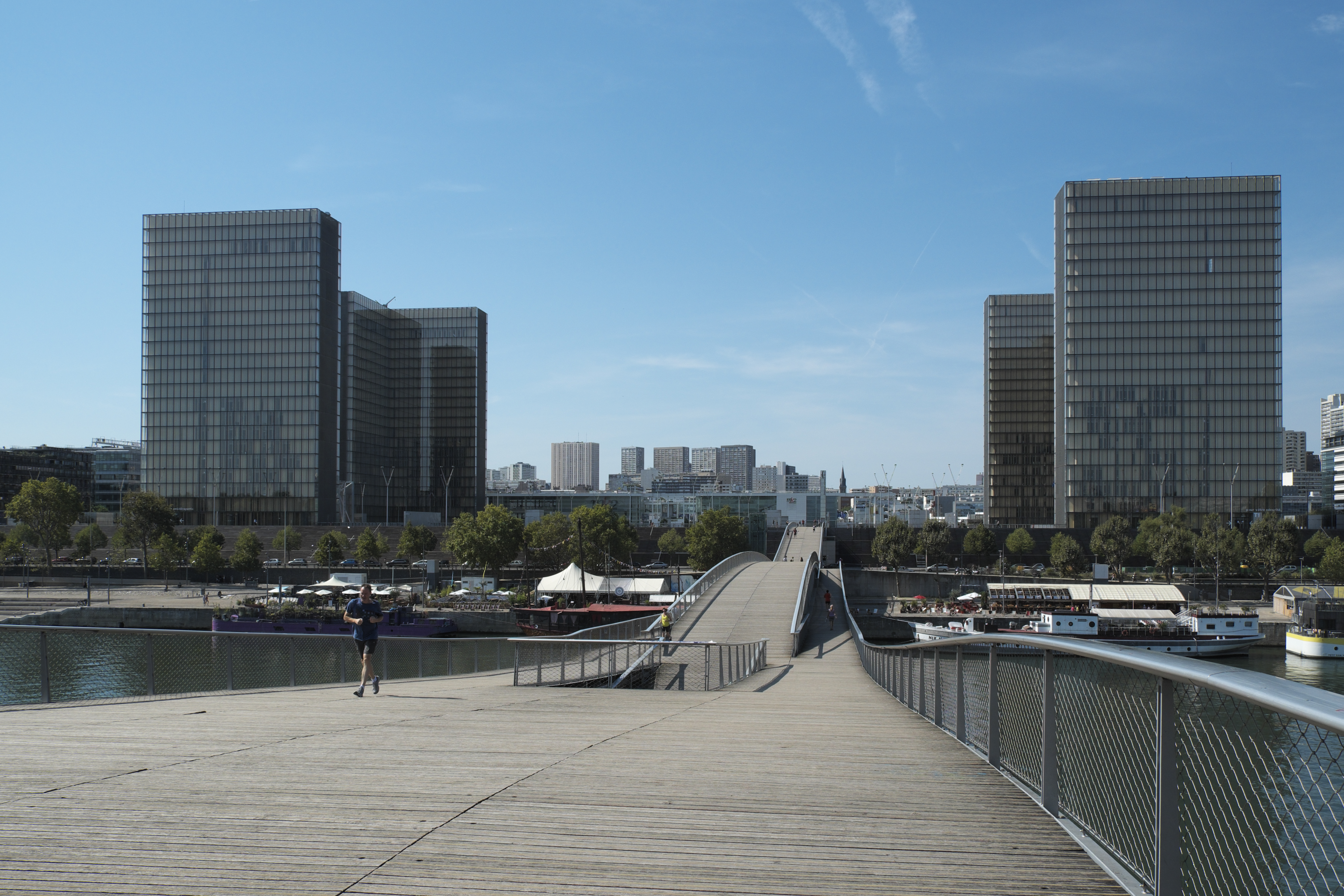
La BnF - François Mitterrand, vue depuis la Passerelle Simone-de-Beauvoir, Paris XIIIe.

Début 1989 se crée l'association pour la Bibliothèque de France, présidée par le journaliste et écrivain Dominique Jamet. Au mois d'octobre, cette association est transformée en établissement public sous le nom d'Établissement public de la Bibliothèque de France (EPBF). Outre la gestion de la construction, l'EPBF est chargé de constituer les collections de libre accès du futur bâtiment. Les sélections ne sont pas seulement effectuées par des bibliothécaires, l'EPBF ayant engagé d'autres professionnels, enseignants notamment, et fait appel à des conseillers tels que des chercheurs.
Entre-temps, en juillet 1989, le projet architectural de Dominique Perrault, est retenu. Ce projet est notamment caractérisé par quatre grandes tours angulaires qui correspondent symboliquement à quatre livres ouverts. Chaque tour porte un nom : 
- Tour des temps
- Tour des lois
- Tour des nombres
- Tour des lettres

Les travaux, dont la maîtrise d'œuvre est confiée au groupe Bouygues, commencent en 1991 et durent jusqu'en 1995 dans des conditions difficiles. Au début de 1994, devant l'avancement des travaux, la BN et l'EPBF fusionnent pour devenir la Bibliothèque nationale de France. En 1995, François Mitterrand  inaugure le nouveau bâtiment pas encore ouvert au public. C'est le président Jacques Chirac qui préside, le 20 décembre 1996, l'ouverture au public du nouveau site, auquel il donne le nom de son prédécesseur ; seul le Haut-de-Jardin est alors ouvert. C'est seulement après le déménagement de la majeure partie des collections de la rue Richelieu que le Rez-de-Jardin ouvre à son tour le 25 octobre 1998. 
L'ouverture totale du nouveau site permet de lancer de nouvelles opérations sur les autres sites que sont Richelieu et l'Arsenal.

### Le «projet Richelieu»

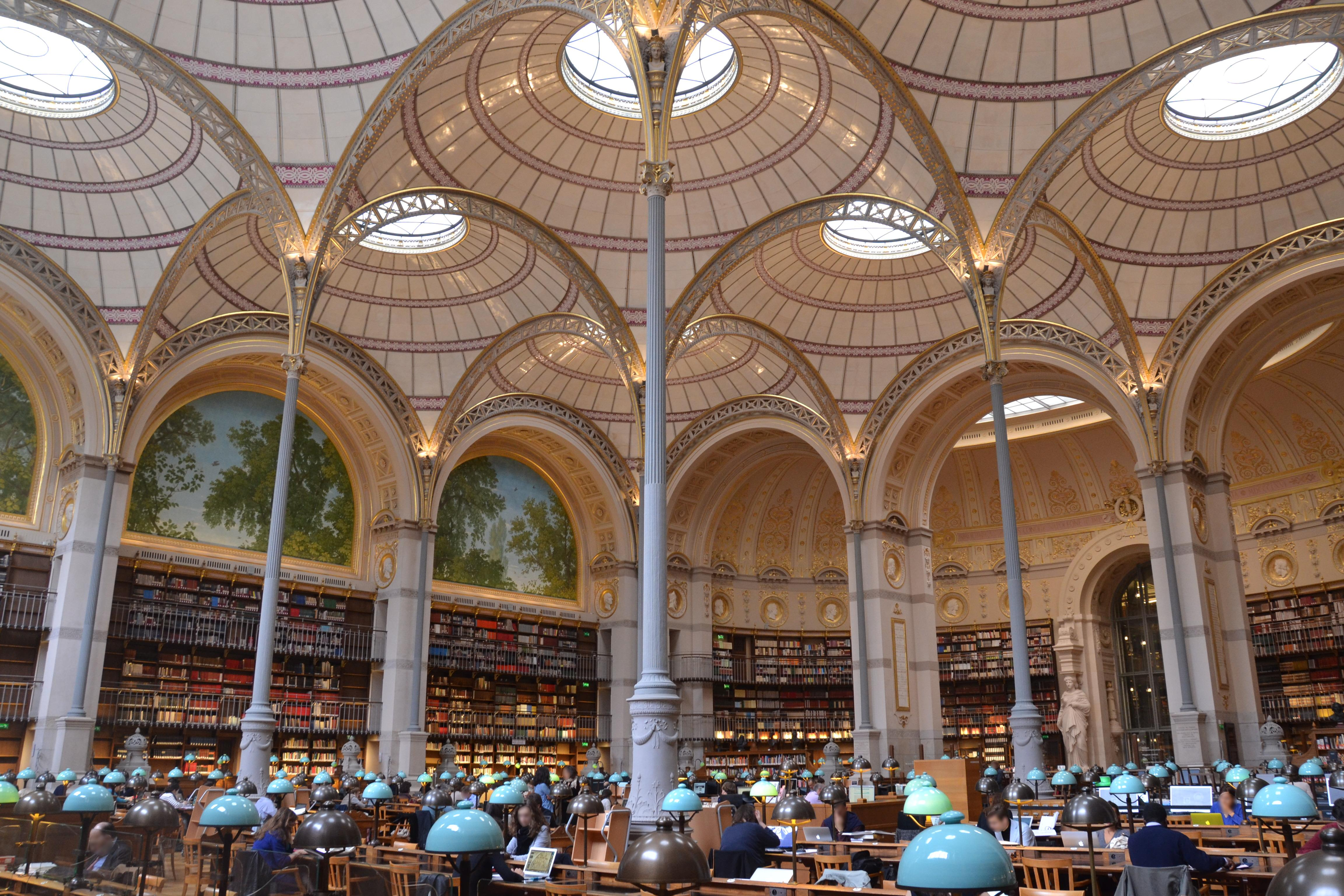
Salle de lecture de la bibliothèque de l'Institut national d'histoire de l'art, construite par Labrouste au sein du site Richelieu, rénovée en 2016 - site Richelieu.

Depuis le déménagement des Imprimés vers Tolbiac en 1998 et surtout à partir de 2007, la BnF est engagée dans un grand projet de modernisation du site Richelieu appelé improprement « rénovation » lorsqu'il faudrait dire « réhabilitation »,. C'est en effet en 2007 que la maîtrise d’œuvre du projet est confiée à l'architecte Bruno Gaudin, tandis que la maîtrise d'ouvrage revient à l'OPPIC, (anciennement EMOC) sous la direction de François Autier (2009-2015) puis d'Alexandre Pernin (2015-), chef de projet. Chantier majeur du ministère de la Culture et de la Communication, cette rénovation est l'occasion d'une transformation globale et d'une modernisation complète de la bibliothèque. Les enjeux majeurs sont :
- une vaste opération immobilière de réhabilitation et de réaménagement des différents espaces publics (2010-2020) ;
- un redéploiement et un meilleur signalement des collections (2010-2020) ;
- l'implantation de la salle de lecture et des collections de la bibliothèque de l'Institut national d'histoire de l'art dans la salle Labrouste et le magasin central (2010-2016) ;
- l'implantation de la bibliothèque de l’École nationale des chartes dans l'aile Petits-Champs (2015-2017) ;
- conforter le site comme pôle d'excellence scientifique et culturelle au sein d'un partenariat avec l'INHA, l'École nationale des chartes et l'Inp (2015-2017) ;
- ouvrir plus largement Richelieu aux publics avec la création d'un nouveau musée présentant les trésors des divers départements de la bibliothèque et la réorganisation de la salle ovale (2020-2021).

Les travaux ont été organisés en deux phases successives :
- La première phase (2010-2016) a concerné la partie ouest du quadrilatère, le long de la rue de Richelieu. L'opération immobilière s'est achevée au printemps 2016 avec la remise des clés à la BnF.

- La seconde phase de travaux (2016-2020) concerne la partie est, le long de la rue Vivienne. À l'issue du chantier le nouveau musée de la Bibliothèque nationale de France ouvrira ses portes. Il occupera notamment les espaces de la galerie Mazarine, la salle des Colonnes, le cabinet d'angle et la salle de Luynes[21].

Enfin, après avoir été dévolue aux journaux et aux périodiques, puis affectée à partir de 1998 à la recherche bibliographique, aux ouvrages de références et, provisoirement, à la bibliothèque de l'INHA, la salle ovale accueillera le grand public à sa réouverture. Elle deviendra un espace de consultation servant d'introduction aux différents départements spécialisés, largement accessible, comme le Haut-de-jardin. Le site, dorénavant appelé Richelieu - bibliothèques, musée, galeries, prendra une nouvelle dimension davantage accessible aux publics non spécialistes et intéressés par les œuvres de l'esprit et les styles architecturaux allant du XVIIe au XXIe siècle.

## Archives
La BnF conserve les archives qu'elle a produites. Pour la période antérieure à la Révolution, celles-ci sont conservées aux département des Manuscrits. Celles qui sont postérieures à cette date le sont sur le site Tolbiac (la demande se fait en salle T). En dehors, des archives concernant l'établissement sont conservées aux Archives nationales de France.

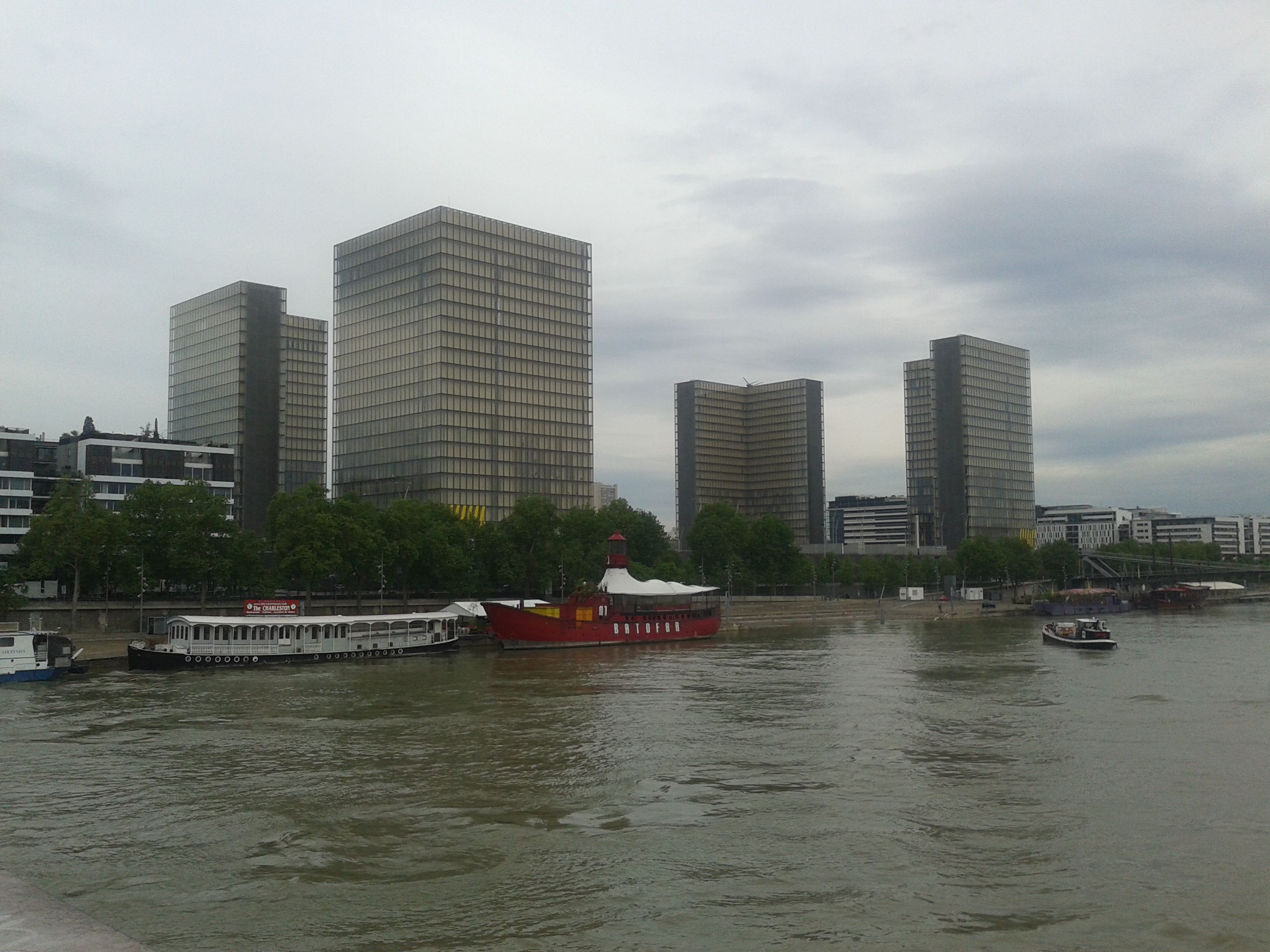
Site Bibliothèque François-Mitterrand.
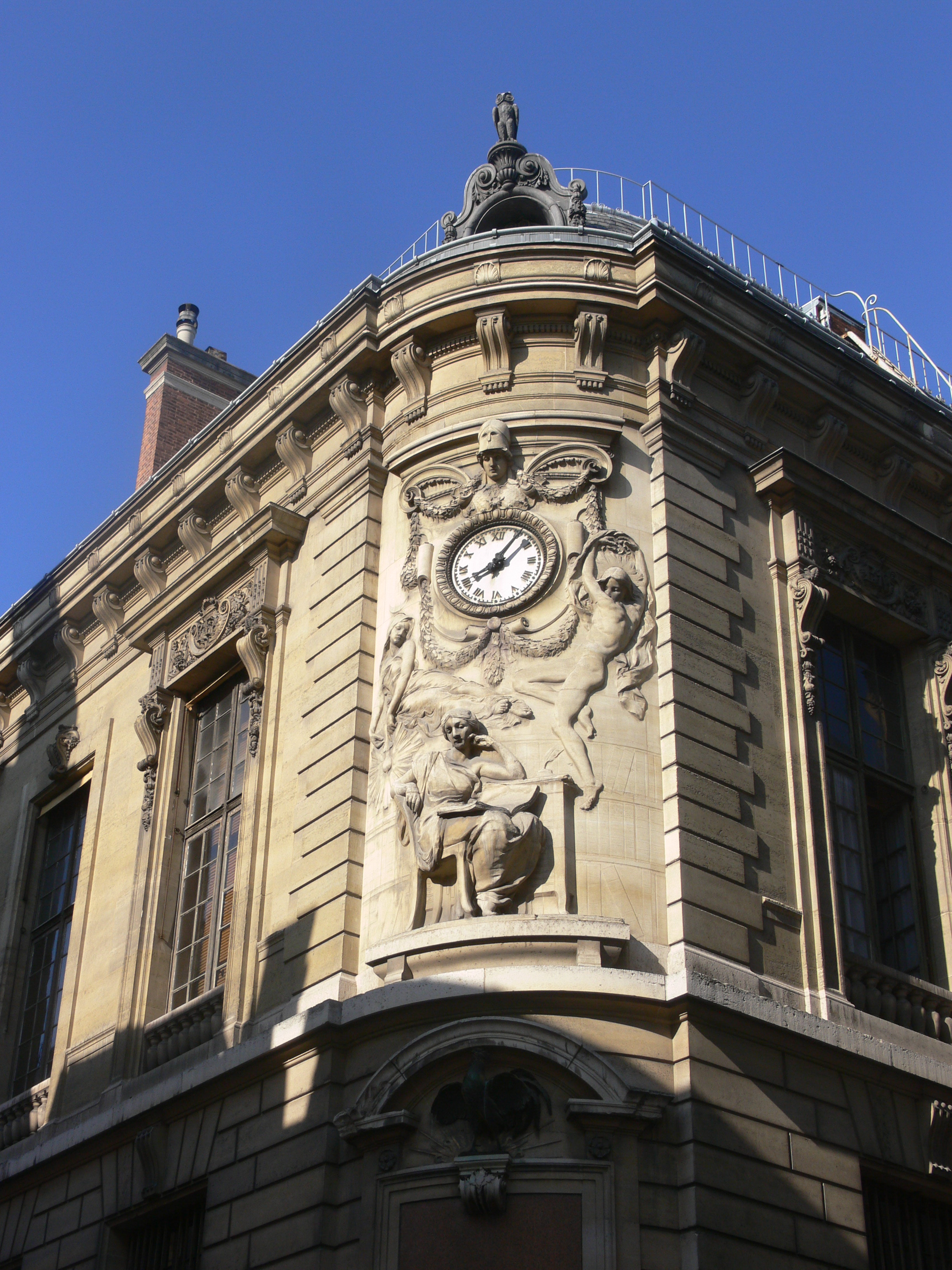
Site Richelieu (angle rues Vivienne et Colbert).
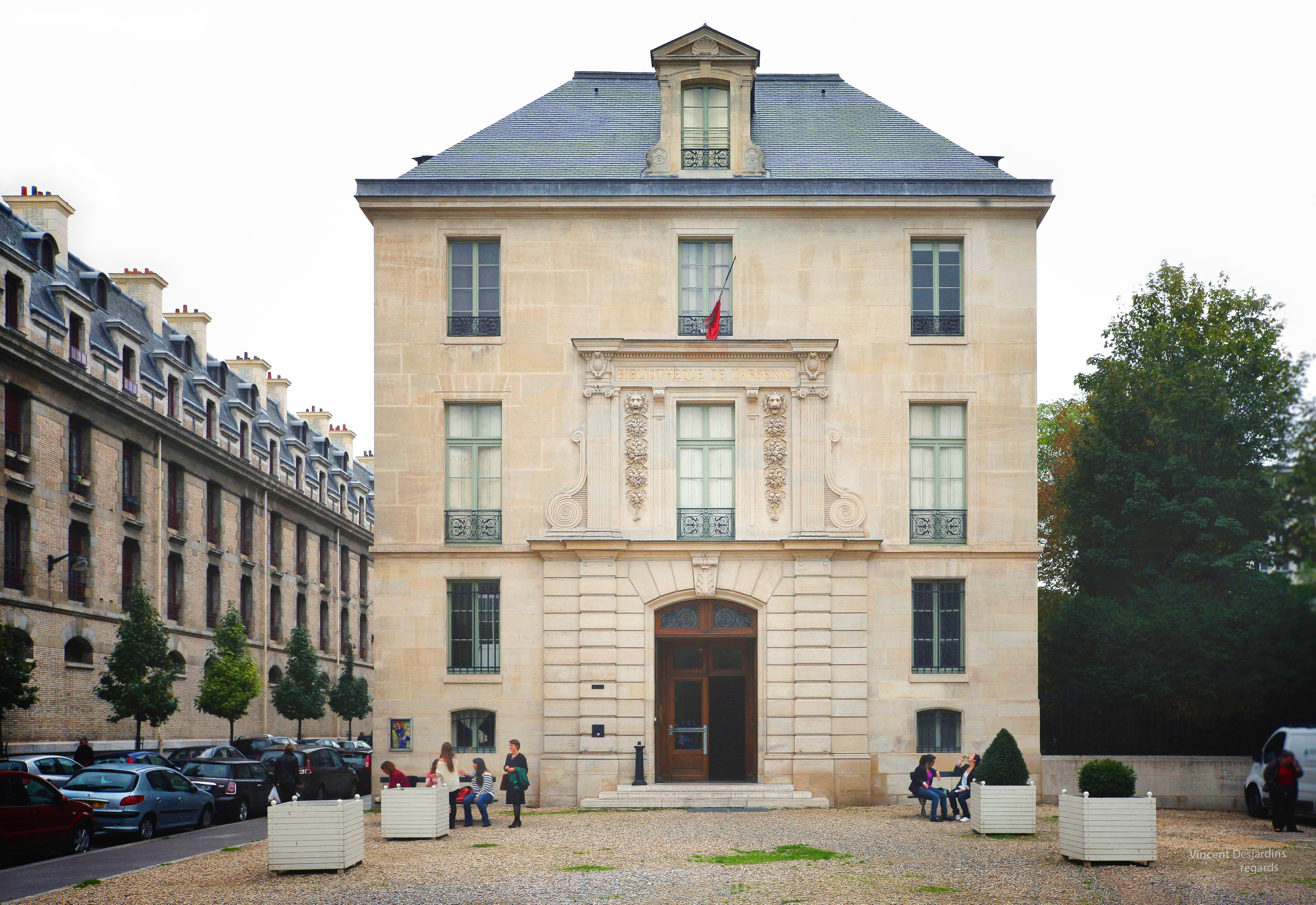
Site de l'Arsenal.
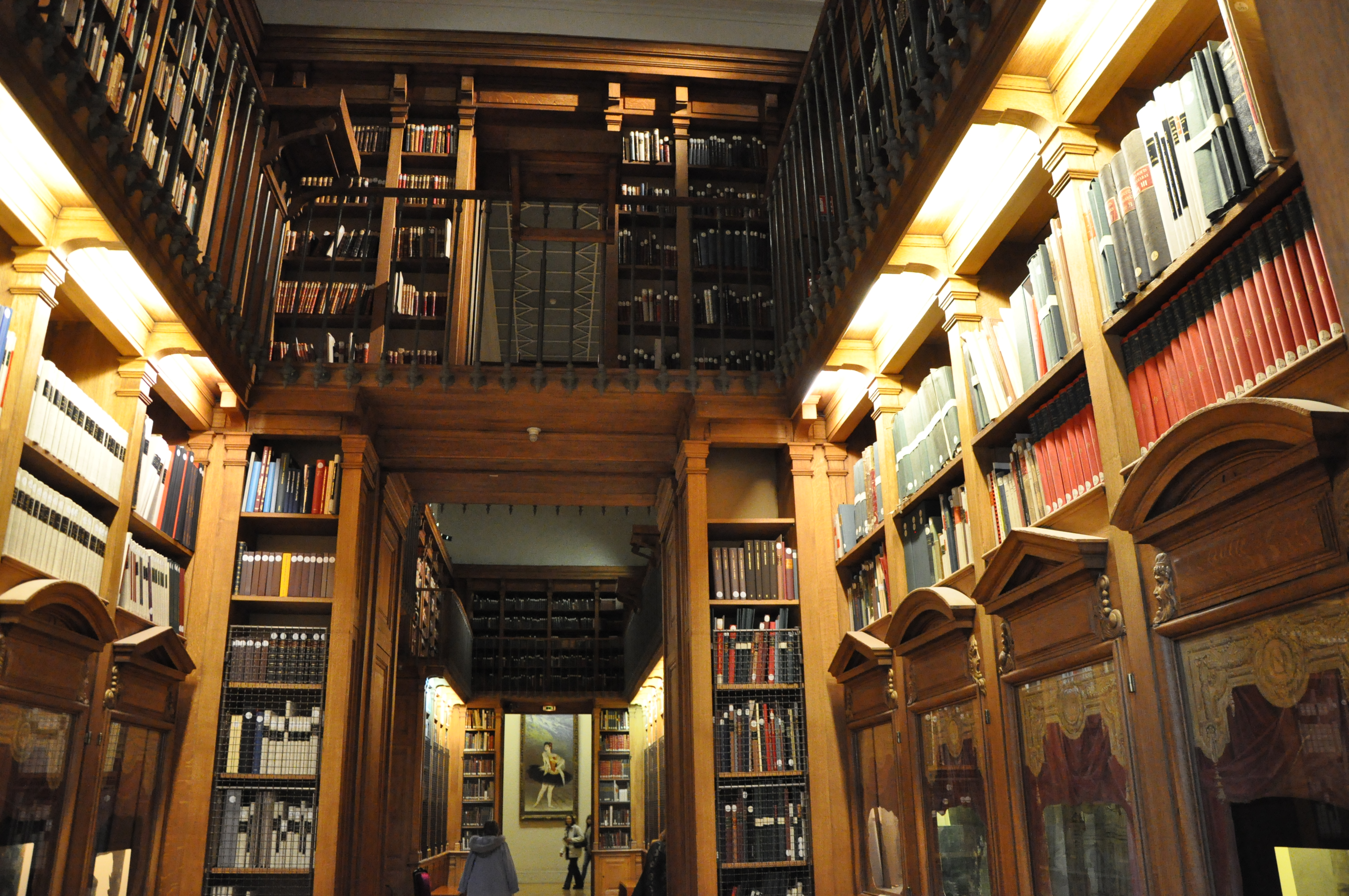
Site Bibliothèque-Opéra de Paris.
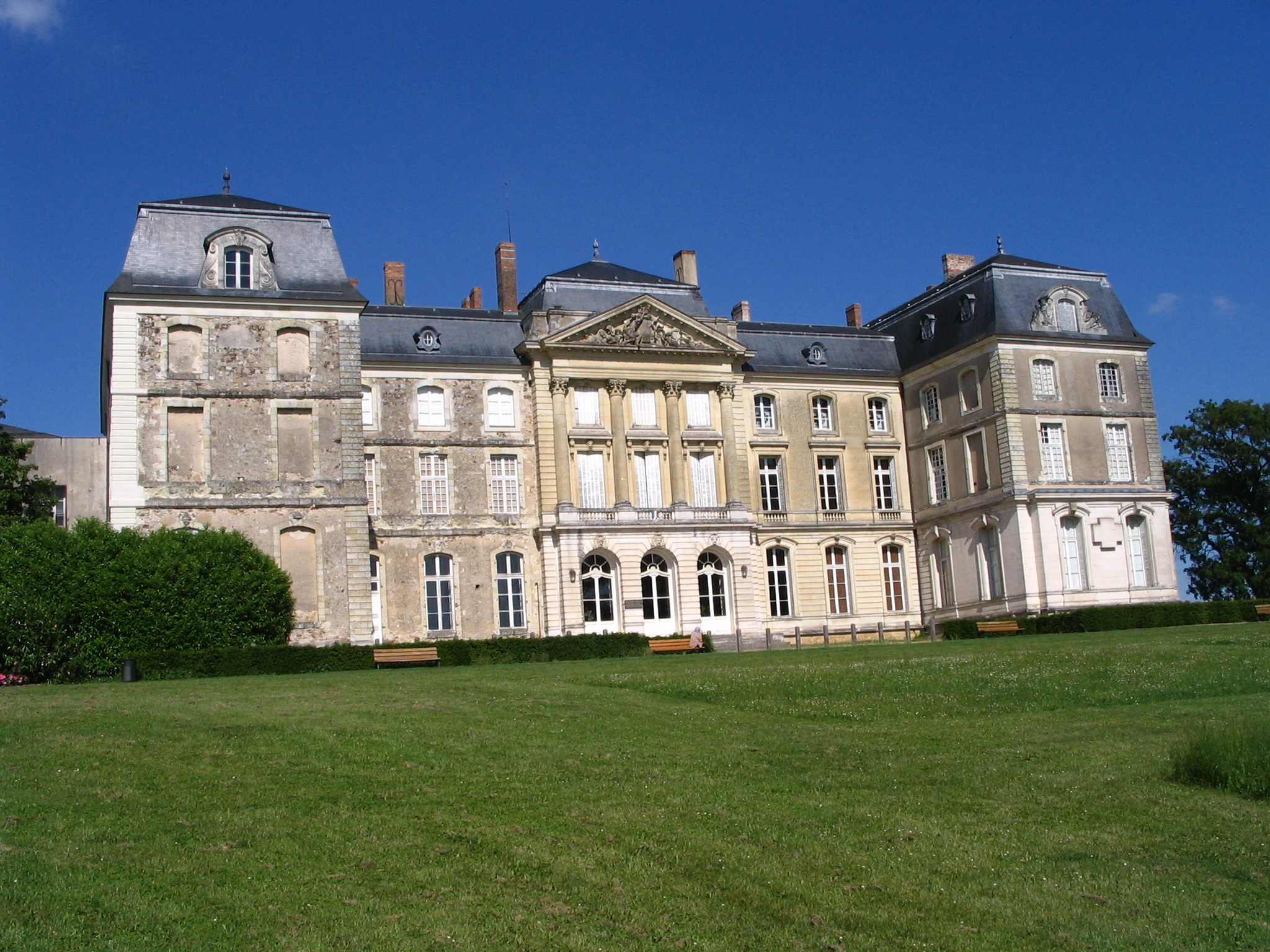
Site Château de Sablé.

### L'histoire de l'établissement
- Histoire des bibliothèques françaises, Éditions du Cercle de la librairies, 4 vol.
- Simone Balayé, La Bibliothèque nationale des origines à 1800, Droz, coll. « Histoire des idées et critique littéraire », Genève, 1988.
- Aurélien Conraux, Anne-Sophie Haquin et Christine Mengin (dir.), Richelieu. Quatre siècles d'histoire architecturale au cœur de Paris, BnF Éditions/INHA, 2017.
- Laurence Engel, « Préface », dans Gennaro Toscano, Jean-Marc Chatelain, L'Invention de la Renaissance - L'humaniste, le prince et l'artiste, BnF éditions, 2024 (ISBN 978-2717729597).
- Emmanuel Le Roy Ladurie, Histoire de la Bibliothèque nationale, conférence du 13 avril 1995 au Collège de France, Éd. Le Livre qui parle, 2009.

### La création de la BnF
- Bibliothèque de France, Bibliothèque ouverte : Actes du colloque du 11 septembre 1989, Éditions Imec, Paris, 1990  (ISBN 2-908295-03-2) ;
- Jean Gattégno, La Bibliothèque de France à mi-parcours : de la TGB à la BN bis ?, Éditions du Cercle de la Librairie, Paris, 1992, 259 p.  (ISBN 2-7654-0512-3) ;
- Sénat, Philippe Nachbar et Philippe Richert (rédacteurs), Rapport d'information à la suite d'une mission d'information chargée d'étudier le fonctionnement de la Bibliothèque nationale de France, Sénat, Paris, 2000, 93 p.  (ISBN 2-11-102379-5) ;
- François Stasse, La Véritable Histoire de la grande bibliothèque, Seuil, coll. « L'Épreuve des faits », Paris, 2002, 205 p.  (ISBN 2-02-051761-2).